# Euploea suavissima
Euploea suavissima är en fjärilsart som beskrevs av Hans Fruhstorfer 1897. Euploea suavissima ingår i släktet Euploea och familjen praktfjärilar. Inga underarter finns listade i Catalogue of Life.